# ليز شيريدان
ليز شيريدان (بالإنجليزية: Liz Sheridan)‏ هي راقصة وممثلة أمريكية، ولدت في 10 أبريل 1929 في الولايات المتحدة.

## أعمال

### مسلسلات
- أميريكان داد!

## وصلات خارجية
- ليز شيريدان على موقع IMDb (الإنجليزية)
- ليز شيريدان على موقع ألو سيني (الفرنسية)
- ليز شيريدان على موقع أول موفي (الإنجليزية)
- ليز شيريدان على موقع قاعدة بيانات برودواي على الإنترنت (الإنجليزية)
- ليز شيريدان على موقع قاعدة بيانات الأفلام السويدية (السويدية)
- ليز شيريدان على موقع إن إن دي بي (الإنجليزية)
- ليز شيريدان على موقع قاعدة بيانات الفيلم (الإنجليزية)
- ليز شيريدان على موقع كينوبويسك (الروسية)